# Катериновка (Никопольский район)
Катериновка (укр. Катеринівка) — село,
Покровский сельский совет,
Никопольский район,
Днепропетровская область,
Украина.
Код КОАТУУ — 1222985503. Население по переписи 2001 года составляло 306 человек.

## Географическое положение
Село Катериновка находится в 4-х км от города Покров.
По селу протекает пересыхающий ручей с запрудой.
К селу примыкает (наступает на него) Шевченковский карьер Орджоникидзевского ГОКа.